# Sackmilbe
Die Sackmilbe (Limnochares aquatica) ist ein Vertreter der Süßwassermilben (Hydrachnellae). Sie ist die auffälligste und größte Wassermilbe Mitteleuropas.
Das auffälligste Merkmal dieser bis zu vier Millimeter langen Art ist der dicke, sackartige und blutrote Körper. Die beiden Augenpaare liegen bei dieser Art auf einer Chitinleiste in der Körpermittellinie. Die Haut ist stark granuliert, jedoch sehr dünn. Außerhalb des Wassers sinkt der Körper in sich zusammen und die Tiere sterben sehr schnell. Die Palpen sind nur kurz und reichen gerade über die Mundscheibe hinaus.
Die Sackmilben leben dicht über dem Boden und können nicht schwimmen. Stattdessen lassen sie sich treiben oder verschwinden im Schlamm oder in Wurzelballen von Wasserpflanzen.
Wassermilben ernähren sich von verschiedenen anderen Organismen des Wassers, meistens von Wasserflöhen. Die Sackmilbe jagt auch nach größerer Beute, vor allem nach den Larven der Zuckmücken. Die sechsbeinigen Larven der Tiere setzen sich auf Wasserinsekten, vor allem auf Teichläufern wie den Wasserreitern fest und leben dort parasitisch. Sie hängen entsprechend als kleine rote "Birnchen" zu bis zu 20 Individuen an ihrem Wirt.